# Pegaz dęba, czyli panopticum poetyckie
Pegaz dęba, czyli panopticum poetyckie – książka Juliana Tuwima, wydana po raz pierwszy w 1950 roku.
Książka została napisana przed drugą wojną światową, lecz okupacja spowodowała, że wraz ze stosem innych rękopisów znalazła się w walizce zakopanej głęboko pod domem poety. Po wojnie z całego zbioru manuskryptów udało się odzyskać tylko dwa – Pegaza dęba… i Życie i twórczość Sotera Rozmiar-Rozbickiego.
Julian Tuwim przez całe życie kolekcjonował ciekawostki z marginesów literatury, zapomniane dzieła dziwaków, maniaków, grafomanów. W książce Pegaz dęba usystematyzował setki tych tekstów, omawiając je w 21 rozdziałach. 
Kontynuacją Pegaza dęba stał się cykl Cicer cum caule publikowany w latach 1949–1954 w miesięczniku „Problemy” i wydany w trzech seriach nakładem „Czytelnika” w latach 1958–1963.

## Spis treści
Przedmowa 
1. Rymy
2. Wiersz a pamięć
3. Anagram
4. O pewnej kobyle i rakach
5. Wiersze a liczby
6. Melanż, makaron i inne specjały
7. Centon
8. Tauto- i lipogramy
9. Traduttore – traditore
10. Czterowiersz na warsztacie
11. Traktat o akrostychu
12. Wiersze-kobierce i wiersze-obrazki
13. Kalambur, czyli karambol
14. O naśladowaniu obcych języków
15. Atuli mirohłady
16. Śladami Guliwera
17. Abecadło z pieca spadło
18. Ksiądz Dembołęcki i jego parafianie
19. Zarys ćwierkologii
20. W oparach absurdu
21. Varia i inne variactwa

## Literatura
- Julian Tuwim: Pegaz dęba czyli panopticum poetyckie, Iskry, Warszawa 2008, ISBN 978-83-244-0079-9